# The Tatami Galaxy
The Tatami Galaxy (四畳半神話大系, Yojōhan Shinwa Taikei, literalmente: «Crónicas mitológicas de los 4 Tatamis y medio») es una novela universitaria japonesa de 2004 escrita por Tomihiko Morimi y publicada por la editorial Ohta. Su narrador en primera persona es un estudiante de una universidad de Kioto que recuerda las desventuras de sus años anteriores de vida en el campus, y cada uno de los cuatro capítulos tiene lugar en universos paralelos en los que está inscrito en una sociedad universitaria diferente. 
Una adaptación televisiva de animación fue producida por Madhouse, con Masaaki Yuasa como director, Makoto Ueda como guionista y Michiru Ōshima como compositor. La serie se estrenó el 22 de abril de 2010 como parte del bloque de programación de Fuji TV. Se utilizan dos piezas de música temática para la serie: Maigoinu to Ame no Beat de Asian Kung-Fu Generation como tema de apertura, y Kami-sama no Iutō de Etsuko Yakushimaru como tema de cierre.
Tres cortos de siete minutos se incluyeron en el lanzamiento de la serie en DVD y Blu-ray. El primer volumen de DVD/BD fue lanzado el 20 de agosto de 2010 y contenía el primer corto; el segundo y tercer corto fueron lanzados en el tercer y cuarto volumen de DVD/BD el 22 de octubre de 2010 y el 26 de noviembre de 2010, respectivamente.
En América del Norte la serie fue transmitida en forma simultánea por Funimation, y licenciada por Beez Entertainment en el Reino Unido. En junio de 2019, Funimation anunció el lanzamiento de la serie en Blu-ray y DVD con subtítulos solo el 3 de septiembre.
En junio de 2020, se anunció que la novela recibirá una secuela titulada Yojō-Han Time Machine Blues (Tatami Time Machine Blues) que será lanzada el 29 de julio de 2020 en Japón. Dicha secuela tendrá una adaptación a anime tras un anuncio hecho por Fuji TV el 11 de agosto de 2021. Con un total de 6 episodios, su estreno se espera para el 6 de septiembre de 2022 por la plataforma Disney+.

## Argumento
The Tatami Galaxi sigue a un estudiante de tercer año sin nombre en la Universidad de Kioto, usando universos paralelos como un método para explorar si su vida habría sido diferente si se hubiera unido a un club diferente en el campus (también llamado «círculo»). La mayoría de los episodios de la serie siguen la misma estructura: el protagonista se une a un círculo como estudiante de primer año, pero se desilusiona cuando la actividad no conduce a la idealizada «vida universitaria de color rosa» con la que soñaba. Conoce a Ozu, otro estudiante, cuyo estímulo lo pone en una misión de dudosa moralidad. Se acerca a Akashi, una estudiante de ingeniería de segundo año, y le hace una promesa, normalmente de y dentro de un subtexto romántico. Se encuentra con una adivina, que le informa crípticamente de una oportunidad colgada ante sus ojos; esto le hace recordar un llavero mochigumano perdido por Akashi y recuperado por el protagonista, que deja colgado de un interruptor en su apartamento y se olvida perpetuamente de devolver a ella. La dudosa misión termina mal para el protagonista, lo que le hace lamentar el estado de su vida y preguntarse cómo habrían cambiado las cosas si se hubiera unido a un círculo diferente. El tiempo se rebobina, y el episodio siguiente muestra al protagonista una vez más como un novato, uniéndose a un círculo diferente.

## Personajes
Protagonista
No tiene nombre, y se refiere a sí mismo como watashi (el yo formal en japonés). Es un estudiante universitario en Kyoto que reflexiona sobre sus dos últimos años de vida universitaria. Entró en la universidad con el sueño de encontrar una «vida universitaria color de rosa» y el amor de una «bella doncella de pelo negro», pero se desilusiona continuamente cuando no puede alcanzar sus ideales. Es tímido, egoísta, y fácilmente manipulable por los demás.
Akashi
Es una estudiante de ingeniería que es comúnmente (pero no siempre) el centro de los afectos del protagonista. Tiene una personalidad calma y racional, pero muestra indicios de suavidad y ayuda hacia Watashi. Sufre de un miedo severo a las polillas.
Ozu
Es un estudiante problemático que afirma estar unido a Watashi por el hilo negro del destino, y que a menudo lo anima a tomar decisiones moralmente cuestionables. Su naturaleza traviesa se personifica en su pálida e inquietante apariencia  parecida a un yōkai.
Higūchi
Aunque en el primer episodio afirma ser un dios del emparejamiento, Higūchi (también conocido como Maestro Higūchi o simplemente Maestro Shishō) es un hombre atascado en el progreso de su educación. Vive en el mismo dormitorio que Watashi. Tiene una personalidad sabia, distante y despreocupada, y siempre se le ve llevando un yukata. Higuchi y Hanuki, el dueño del puesto de ramen, y Jōgasaki fueron anteriormente compañeros de clase; Higuchi tiene una rivalidad continua con este último.
Jōgasaki
Es el presidente del círculo de cine. Aunque es guapo y popular, es lujurioso en privado y posee una muñeca de amor llamada Kaori. A menudo toma un papel antagónico en relación con el protagonista, y a menudo es ayudado por Ozu de una manera que es perjudicial para el progreso de Watashi, a pesar de que Ozu lo está ayudando al mismo tiempo. Tiene una rivalidad constante con Higūchi.
Hanuki
Una higienista dental y antigua compañera de clase de Higuchi y Jōgasaki. Bebedora frecuente, pierde drásticamente su sentido del juicio cuando se embriaga; consciente de ello, es prudente a la hora de elegir con quién va a beber.
Kaori
Una muñeca de amor propiedad de Jōgasaki.
Aijima
Un subordinado en el círculo del cine que dirige en secreto el restaurante chino Lucky Cat de la Sociedad Secreta.
Keiko
Watashi cree que es una chica elegante con la que intercambia cartas. Ella es en realidad Akashi, que escribe las cartas a la protagonista como una broma a instancias de Ozu.
Rōba
Una anciana que aparece en todos los episodios, casi siempre a lo largo de la calle Kiyamachi, y le dice al protagonista (a menudo pero no siempre a instancias suyas) que aproveche las oportunidades que se le presentan (o una variación de las mismas). Ella aumenta el precio de sus servicios en ¥1000 en cada episodio subsiguiente.
Johnny
Un vaquero que representa la libido del protagonista, discute constantemente con él.

## Recepción
The Tatami Galaxy ganó el gran premio en la categoría «mejor serie animada» en el 14º Festival de Artes Mediáticas de Japón el 8 de diciembre de 2010, convirtiéndose en la primera serie de televisión animada en ganar el premio. El jurado describió la serie en su justificación como una «obra ricamente expresiva que pone de cabeza las limitaciones de la televisión» y elogió sus «diseños de escena, acciones de los personajes y combinación de colores únicos». También ganó el premio de la categoría de televisión en los 10 Premios de Anime de Tokio en 2011.
En 2019, el personal de Polygon nombró a The Tatami Galaxy como uno de los mejores anime de la década de 2010; la escritora Julia Lee comentó: «Este es mi anime favorito de todos los tiempos. Es verboso, es divertido, y tiene este gran estilo de arte sobre exagerado».
En un artículo de Forbes de 2019 sobre el mejor anime de la década de 2010, Lauren Orsini lo consideró como uno de los cinco mejores animes de 2010; escribió: «Con un reflexivo juego de palabras y una profunda comprensión de la condición humana, este bildungsroman tiende un puente entre la fantasía y la realidad con un elenco de personajes justo al otro lado del absurdo».